# Полтава (Харьковская область)
Полтава (укр. Полтава; до 1850 — хутор Западный) — село, 
Шевченковская посёлковая община,
Купянский район,
Харьковская область.
Код КОАТУУ — 6325781504. Население по переписи 2001 года составляет 145 (75/70 м/ж) человек.

## Географическое положение
Село Полтава находится на правом берегу реки Волосская Балаклейка,
выше по течению примыкает село Безмятежное,
ниже по течению примыкает село Мирополье,
на противоположном берегу — село Старый Чизвик.

## История
- 1-я половина XIX в. — дата основания как хутор Западный.
- 1850 — переименовано в село Полтава.